# シェウチェンコ区
シェウチェンコ区（ウクライナ語: Шевченківський район）は、ウクライナの首都キーウの区の1つ。
ドニプロ川の右岸、キーウ市西部に位置する。独立広場などが所在する。
シェフチェンコは、 1937年にウクライナソビエト社会主義共和国中央執行委員会 の法令に基づいて創設された。
シェフチェンコ地区の領土は古代キエフの中心地だった。この都市、キエフ大公国、そしてウクライナの歴史における多くの重要な出来事がここで起こった。ここにはスタロキエフスカヤ山があり、伝説によれば、使徒アンドリューが十字架を建てたとされ[出典は不明 3704 日]、またおそらくここで聖ウラジミールが信仰を選んだとされている[出典は不明 3704 日]。
中央評議会とソフィア（ボフダン・フメリニツキー）広場はここにあり、普遍的宣言が行われ、パブロ・スコロパツキー・ヘトマンの選挙が行われ、キエフ・ルーシ、ウクライナ、ロシアの歴史に関連する他の同様に重要な出来事が発生した。
ボフダン・フメリニツキー広場では数多くの反ソビエトデモや集会が開催され、 1991年8月24日のウクライナ独立宣言の 採択が加速した。
この地域には世界50カ国以上が大使館や代表事務所 を置いている。
2001年10月、市内のラディャンスキー（ソビエト）地区とスタロキエフスキー地区がシェフチェンコ地区に併合された。
2008年の諮問国民投票では、有権者の97.8%（117,200人）が地区の清算に反対票を投じた[ 3 ]。